# Mazury (wieś w województwie łódzkim)
Mazury – wieś w Polsce, położona w województwie łódzkim, w powiecie bełchatowskim, w gminie Bełchatów.
W latach 1975–1998 miejscowość administracyjnie należała do województwa piotrkowskiego.
Urodził się tutaj Florian Wlaźlak, polski samorządowiec, prezydent Pabianic.